# Edith Meinel
Edith Meinel (née le 25 février 1911 à Berlin, morte en 2003) est une actrice germano-autrichienne.

## Biographie
Edith Meinel commence sa carrière cinématographique et scénique au milieu des années 1930. Devant la caméra, elle décroche surtout de petits rôles. Elle reste longtemps au théâtre sans engagement permanent. Résidente à Munich jusqu'en 1942, on y voit Edith Meinel pour la dernière fois au Bayerischen Staatsoperette. Pour la saison 1942-1943, elle s'installe à Vienne, où elle s'engage au Renaissancetheater. Après la Seconde Guerre mondiale, Meinel est membre de l'ensemble du Wiener Kammerspiele jusqu'en 1949.
En 1953, elle met un terme à sa carrière d'actrice et devient artiste visuelle. Elle crée une série d'aquarelles et de gravures portant des noms tels que Athos, Der Talisman et Versuchung am Scheideweg. Edith Meinel n'apparait presque plus devant la caméra. En 1977, Edith Meinel, qui vit à Vienne et à Munich, reçoit le Prix artistique de Souabe dans la catégorie Peinture et Graphisme.

## Filmographie
- 1935 : Die selige Exzellenz
- 1936 : Arzt aus Leidenschaft
- 1936 : Die Stunde der Versuchung
- 1936 : Susanne im Bade
- 1937 : Die Korallenprinzessin
- 1938 : Einmal werd’ ich dir gefallen
- 1938 : Geheimzeichen LB 17
- 1938 : Sergeant Berry (de)
- 1939 : Der arme Millionär
- 1941 : Venus vor Gericht
- 1941 : Les Comédiens
- 1941 : Jenny und der Herr im Frack
- 1948 : Le Procès
- 1948 : Valse céleste
- 1951 : Le Vieux Pécheur
- 1951 : Asphalt
- 1952 : Ich hab' mein Herz in Heidelberg verloren (de)
- 1953 : Flucht ins Schilf
- 1953 : Irene in Nöten (de)
- 1972 : Die Abenteuer des braven Soldaten Schwejk (un épisode de la série télévisée)
- 1975 : Das chinesische Wunder